# Ghiacciaio Agalina
Il ghiacciaio Agalina (in inglese Agalina Glacier) (64°26′20″S 61°26′00″W) è un ghiacciaio lungo 4,8 km e largo 2,9, situato sulla costa di Danco, nella parte occidentale della Terra di Graham, in Antartide. Il ghiacciaio si trova in particolare sulla penisola di Pefaur, a est del ghiacciaio Poduene e a ovest del ghiacciaio Krapets, da dove fluisce verso nord fino ad entrare sia nel passaggio di Graham che nel ramo occidentale della cala di Salvesen.

## Storia
Il ghiacciaio Agalina è stato così battezzato dalla Commissione bulgara per i toponimi antartici in associazione conn punta Agalina, un promontorio sulla costa bulgara del Mar Nero.